# Katedra Wcielenia Syna Bożego w Nashville
Katedra Wcielenia Syna Bożego w Nashville, w stanie Tennessee jest głównym kościołem diecezji Nashville oraz katedrą miejscowego biskupa. Położona jest przy 2015 West End Avenue. Pełni również funkcje kościoła parafialnego. 
Budynek świątyni jest już trzecią z kolej katedrą diecezji Nashville. Konstrukcja wzorowana jest na budowlach tradycyjnych rzymskich kościołów bazylikowych.